# Bintang Point
Bintang Point är en udde i Gambia.   Den ligger i regionen Western Division, i den västra delen av landet, 40 km öster om huvudstaden Banjul.
Terrängen inåt land är mycket platt. Runt Bintang Point är det ganska glesbefolkat, med 42 invånare per kvadratkilometer. Närmaste större samhälle är Somita, 15,3 km sydväst om Bintang Point. Trakten runt Bintang Point består huvudsakligen av våtmarker.